# Tonruf
Mit dem Begriff Tonruf oder Auftastton bezeichnet man eine in-Band-Signalisierung zum Auslösen von Steuerungsfunktionen (auch im Sinne von Fernsteuern bzw. Fernwirken), die bei FM-Sprechfunksystemen gebräuchlich ist.
Dafür wird das Sendesignal zur Auslösung von Fernsteuerungsfunktionen an Stelle des Sprachsignals kurzzeitig mit einem bestimmten Ton beziehungsweise bestimmten Tonkombinationen moduliert. Beim Empfänger befindet sich eine Auswerteschaltung, die beim Auftreten dieser Frequenzen entsprechende Steuerfunktionen auslöst.
Bei BOS-Funkdiensten und teilweise auch bei Betriebsfunkanwendungen werden speziell in der Bundesrepublik Deutschland zwei unterschiedliche Frequenzen als Tonruffrequenz verwendet: Tonruf I entspricht einem Sinuston von 1750 Hz, Tonruf II 2135 Hz. Die Wirkung dieser Ruftöne ist allerdings von Funkverkehrskreis zu Funkverkehrskreis unterschiedlich.
Weiterhin gibt es den sehr selten genutzten Tonruf III mit einem Sinuston von 2800 Hz – dieser ist in der Technischen Richtlinie der Behörden und Organisationen mit Sicherheitsaufgaben für Relaisfunkstellen (TR-Relaisfunkstellengeräte) mit dem Hinweis „bei Bedarf für Sonderschaltungen“ versehen und ist auf keinem nach den Baurichtlinien für Funkgeräte der BOS hergestellten Mobil- oder Handfunkgerät zu finden.
Im Amateurfunk wurde in Deutschland üblicherweise nur Tonruf I verwendet, um Relaisstationen zu aktivieren. Inzwischen sind auch andere Signalisierungssystem wie CTCSS oder Digital Coded Squelch (DCS) gebräuchlich. Mittlerweile ist es auch möglich, einige Relais mittels Mehrfrequenzwahlverfahren (DTMF) zu öffnen.
Ein dauerhafter Sendebetrieb dieser Relaisfunkstellen ist in der Regel nicht zulässig, es muss also vor der eigentlichen Aussendung des Funkamateurs der Sender der Relaisstation eingeschaltet werden, umgangssprachlich als öffnen oder auftasten bezeichnet. Dabei wird ein sogenannter Auftastton mit einer Frequenz von 1750 Hz gesendet, welcher die Steuerlogik der Relaisstation dazu veranlasst, den Sender zu aktivieren und meist zusätzlich eine Kennung (z. B. das eigene Rufzeichen im Morsecode) zu senden. Der Tonruf dient also vorrangig der Vorbeugung gegen unerwünschte Aktivierung eines Relais durch Funkstörung.